# Haskill-Nunatak
Der Haskill-Nunatak ist ein länglicher und 1710 m hoher Nunatak im westantarktischen Queen Elizabeth Land. In der südlichen Forrestal Range der Pensacola Mountains ragt er 4 km westlich des Dyrdal Peak auf.
Der United States Geological Survey kartierte ihn anhand eigener Vermessungen und Luftaufnahmen der United States Navy aus den Jahren von 1956 bis 1966. Das Advisory Committee on Antarctic Names benannte ihn 1968 nach Robert E. Haskill, Funker auf der Ellsworth-Station im antarktischen Winter 1957.